# 波蘭正教會

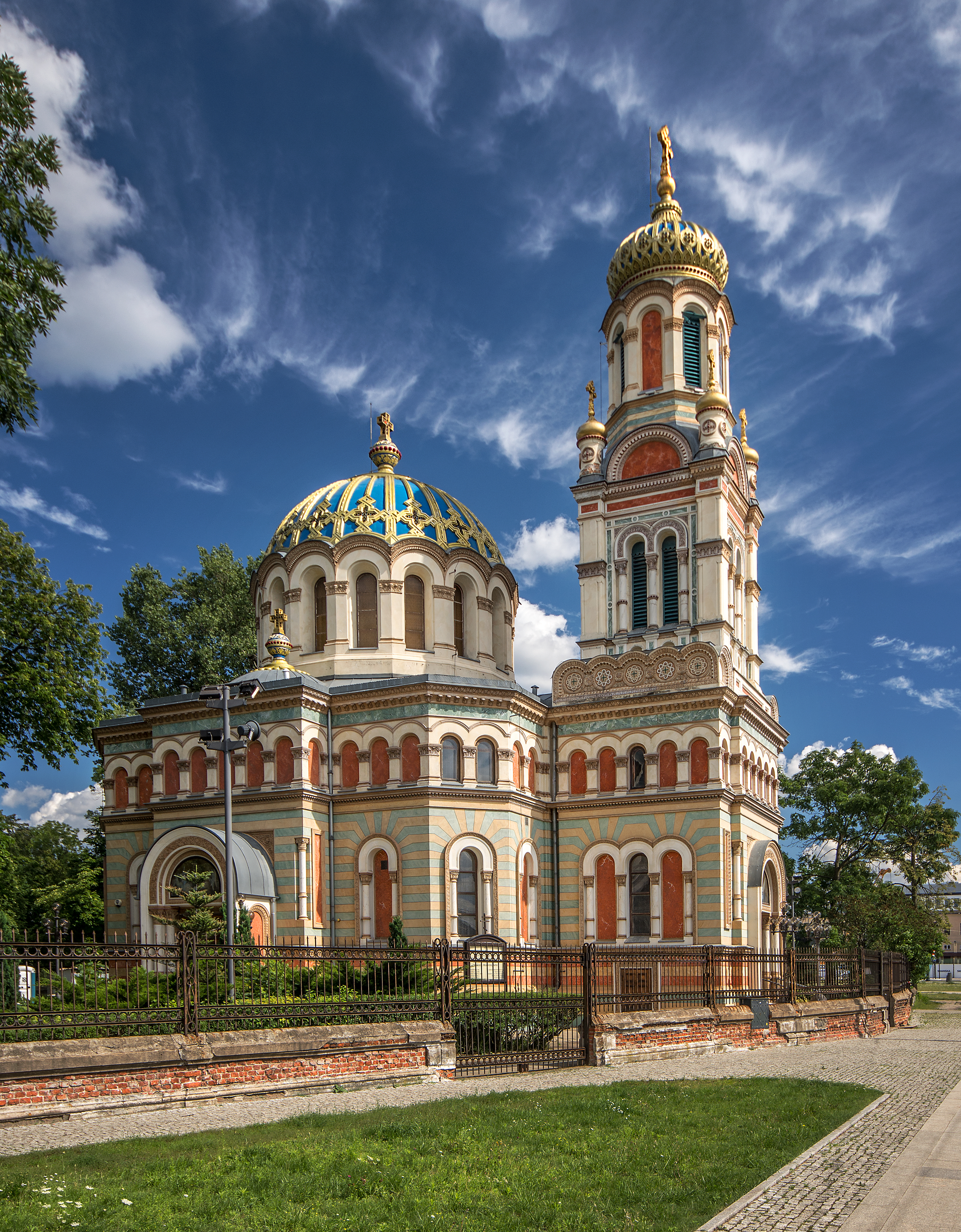
位於羅茲的亞歷山大·涅夫斯基主教座堂是一座波蘭正教會教堂

波蘭正教會（波蘭語：Polski Autokefaliczny Kościół Prawosławny）是東正教自主教會之一，成立於1924年。波蘭正教會成立目的是在波蘭恢復獨立之後管理居住在波蘭東部的波蘭人、烏克蘭人、白俄羅斯人的東正教信徒。不過由於波蘭存在強烈的反俄情結，因此當時波蘭政府和波蘭正教會的關係並不友好，大量東正教堂被拆除或改建為天主教堂。1928年，俄羅斯正教會承認了波蘭正教會的自主教會地位。波蘭正教會共有6個主教區，教徒大多居住在波蘭東部的國境地區。

## 外部連結
- Polish Orthodox Church （页面存档备份，存于）, official site
- Polish Orthodox Church Unofficial Site （页面存档备份，存于） (English)
- Polish Orthodox Diocese of Przemyśl-Nowy Sącz （页面存档备份，存于） (Polish)
- Polish Orthodox Diocese of Lublin-Chełm （页面存档备份，存于） (Polish)
- Polish Orthodox Diocese of Białystok-Gdańsk （页面存档备份，存于） (English)
- Polish Orthodox Diocese of Wrocław-Szczecin （页面存档备份，存于） (Polish)
- Polish Orthodox Military Ordinariat (Polish)
- Polish Orthodox Diocese of Brazil (Portuguese)
- Article by Ronald Roberson on the Polish Orthodox Church on CNEWA website （页面存档备份，存于）
- orthodoxwiki:Church of Poland